# Rio Cund
O Rio Cund é um rio da Romênia, afluente do Târnava Mică, localizado no distrito de Mureş.